# Peter Shmock
Peter Carlton Shmock, detto Pete (Detroit, 29 aprile 1950), è un ex pesista statunitense.

## Biografia
È stato sposato con la ostacolista Patrice Donnelly.

## Palmarès
| Anno | Manifestazione | Sede     | Evento         | Risultato | Misura  | Note |
| ---- | -------------- | -------- | -------------- | --------- | ------- | ---- |
| 1976 | Olimpiadi      | Montréal | Getto del peso | 9º        | 19,89 m |      |